# Pierre Bridonneau
Pierre Bridonneau est un historien et essayiste français, né le 19 mai 1921 à Saumur et mort le 29 février 2012 à Nantes.
Il enseigna à l'université de Nantes jusqu'en 1984.

## Biographie
Il a fait partie du corps franc Pommiès durant la Deuxième Guerre mondiale. Arrêté en 1943 par la Gestapo, il a été déporté à Buchenwald, puis à Harzungen et Bergen-Belsen. Il fut rapatrié en 1945 et dut passer trois ans à l'hôpital.
En tant qu’ancien déporté, il fut sollicité par l’« affaire Henri Roques » en 1986 dont il étudia la thèse qui remettait en cause le génocide juif et dont la soutenance se faisait avec la complicité d’un jury favorable à ses propos.
En février 1987, il témoigne pour le journal Libération lors du procès en diffamation que Roques lui avait intenté. Après quelques années, il publie un ouvrage intitulé Oui, il faut parler des négationnistes (Paris, Éditions du Cerf, 1997) où il analyse les stratégies de dévoiement de l’histoire notamment chez Roques, Robert Faurisson ou Roger Garaudy.

## Publications
- L'Odeur et la peur. Des camps de concentration à Amnesty, Paris, Éditions du Cerf, « Pour quoi je vis », 1984.  (ISBN 2-204-02148-2)
- Oui, il faut parler des négationnistes : Roques, Faurisson, Garaudy et les autres, Paris, Éditions du Cerf, « L'histoire à vif », 1997.  (ISBN 2-204-05600-6)
- Une Jeunesse Française, Nouvelle Firmin Didot